# Rudolf Fitz
Rudolf Fitz (* 5. August 1905 in Klein Krosse, Bezirk Freiwaldau, Österreich-Ungarn; † 7. Februar 1989 in Vaterstetten, Ortsteil Baldham) war ein sudetendeutscher Archivar.

## Leben
Nach dem Besuch der Gymnasien in Weidenau und Troppau studierte Fitz ab 1924 Geschichte, Historischen Hilfswissenschaften, Geographie und Germanistik an den Universitäten Prag, München und Leipzig. An der Deutschen Universität Prag promovierte er 1930 und im Folgejahr legte er die Archivars- und Buchwarteprüfung ab. Danach war er bis 1937 als Archivar am Fürsterzbischöflichen Archiv in Jauernig tätig, wechselte dann für ein Jahr an das Archiv der Hochmeisterischen Güteradministration des Deutschen Ordens in Freudenthal. Von 1938 bis 1941 war Fitz als Inspektor der kirchlichen Archivalien in Westschlesien eingesetzt und gleichzeitig Mitarbeiter des Stadtmuseums und Stadtarchivs Weidenau im seit 1938 nach dem Münchner Abkommen gebildeten deutschen Reichsgau Sudetenland. Ab 1941 bis zum Ende des Zweiten Weltkrieges war er Archivrat im Reichsarchiv Troppau und in dieser Funktion auch bei der deutschen Archivverwaltung im Generalgouvernement in Lemberg, Lublin und Warschau tätig.
Fitz gehörte der christlich-deutschen Turnerschaft an, war Mitglied der Sudetendeutschen Partei und beantragte nach deren Auflösung im November 1938 die Übernahme als NSDAP-Mitglied.
1945 wurde Fitz in der wiedergegründeten Tschechoslowakei bis 1946 interniert und danach ausgewiesen. Er ließ sich in Bayern nieder und arbeitete ab 1947 im Bayerischen Hauptstaatsarchiv in München. Hier war er zunächst Referent und ab 1966 Oberregierungsrat. Daneben wirkte Fitz als Dozent an der Bayerischen Archivschule und ab 1959 als Archivar der Bayerischen Akademie der Wissenschaften. Außerdem wurde er Kulturreferent des Heimatkreises Freiwaldau.
Im Gründungsjahr der Historischen Kommission der Sudetenländer 1954 wurde er deren Mitglied.

## Schriften (Auswahl)
- Blätter zur Berufskunde, Teil 3. Bielefeld 1958.
- Heimatgruppe Freiwaldau/Altvater in Kirchheim u. Teck (Hrsg.): Freiwaldau-Gräfenberg. Kirchheim u. Teck 1987.
- Zur Geschichte von Schloß Johannesberg und Stadt und Dorf Jauering. In: Altvater-Jahrbuch (1991), S. 38–43.

## Auszeichnungen
- 1984 Bundesverdienstkreuz